# Schwimm- und Sprunghalle im Europasportpark

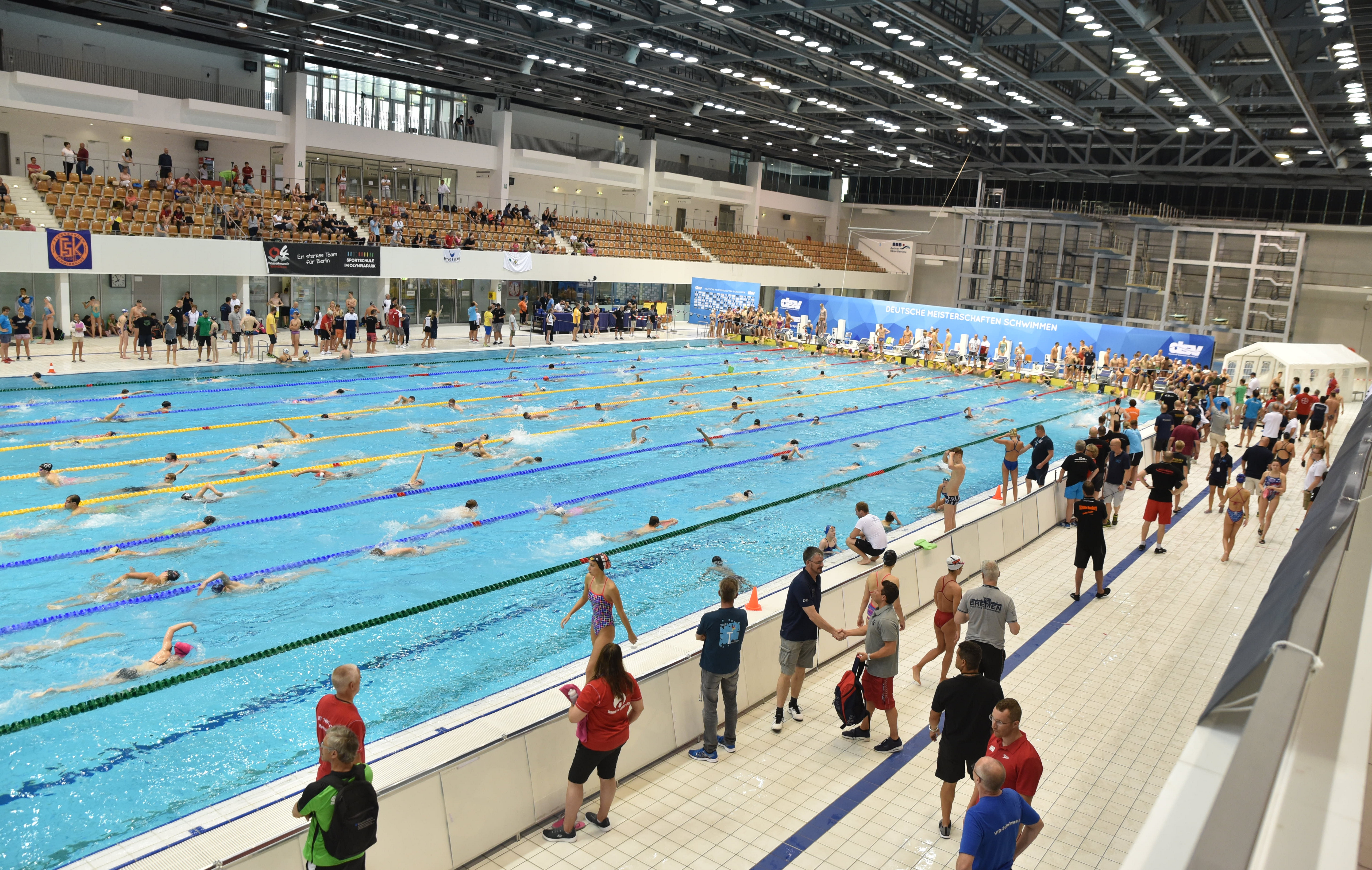
In der Schwimmwettkampfhalle, 2018

Die Schwimm- und Sprunghalle im Europasportpark (SSE) ist ein Hallenbad in Berlin und Austragungsort vieler nationaler und internationaler Wettkämpfe. Sie befindet sich an der Landsberger Allee im Ortsteil Prenzlauer Berg im Bezirk Pankow in unmittelbarer Nachbarschaft des Velodroms. Vom S-Bahnhof Landsberger Allee gibt es eine Unterführung zu dem Gebäude. Die Halle fasst regulär 2500 Zuschauer, mit zusätzlichen Tribünen bis zu 4000 Personen. Mit einer Wasserfläche von 3391 m² ist es das größte Sport-Schwimmbad Europas.

## Geschichte

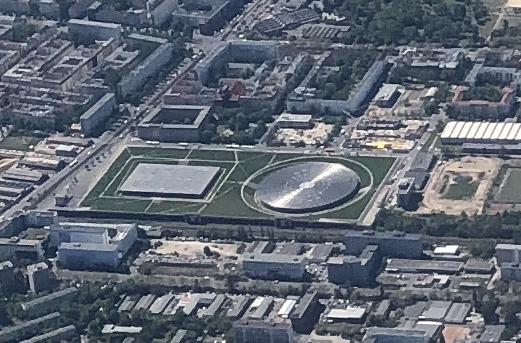
Die Schwimm- und Sprunghalle im Europasportpark (links) und das Velodrom (rechts) aus der Luft

Die Schwimm- und Sprunghalle wurde zusammen mit dem Velodrom im Jahr 1992 von dem französischen Architekt Dominique Perrault anlässlich der Bewerbung Berlins für die Olympischen Spiele 2000 konzipiert. Baubeginn war im Juni 1993, ein Vierteljahr vor der Entscheidung des Internationalen Olympischen Komitees (IOC) zugunsten von Sydney. Für den Bau wurden der ehemalige Güterbahnhof Landsberger Allee und die Werner-Seelenbinder-Halle abgetragen. 1999 wurde dann die zweiteilige Schwimm- und Sprunghalle eröffnet.
Das Velodrom und die Schwimm- und Sprunghalle liegen nebeneinander und sind fast vollständig in einen aufgeschütteten Landschaftssockel versenkt, sodass Schauseiten und Fassaden völlig fehlen. Allein die mit Holzplatten verkleideten Dachplattenkonstruktionen ragen als flache Scheiben einen Meter aus dem mit Apfelbäumen bepflanzten, parkähnlichen Plateau heraus. Über dieses Gelände führen Freitreppen zu den Eingängen hinab.
Ende 2003 wurde die Halle um eine Schlammwasseraufbereitungsanlage erweitert, mit der ihr Betreiber, die Berliner Bäder-Betriebe, Umweltschutz und Kosteneinsparungen miteinander verbinden konnte. Nach Auskunft des Betreibers nutzen jährlich mehr als 550.000 Besucher (Stand: 2006) das Schwimmbad.
Die Schwimm- und Sprunghalle ist Bestandteil des Bundesstützpunkts Wasserspringen und der beiden Landesleistungszentren Schwimmen und Wasserspringen.

## Architektur

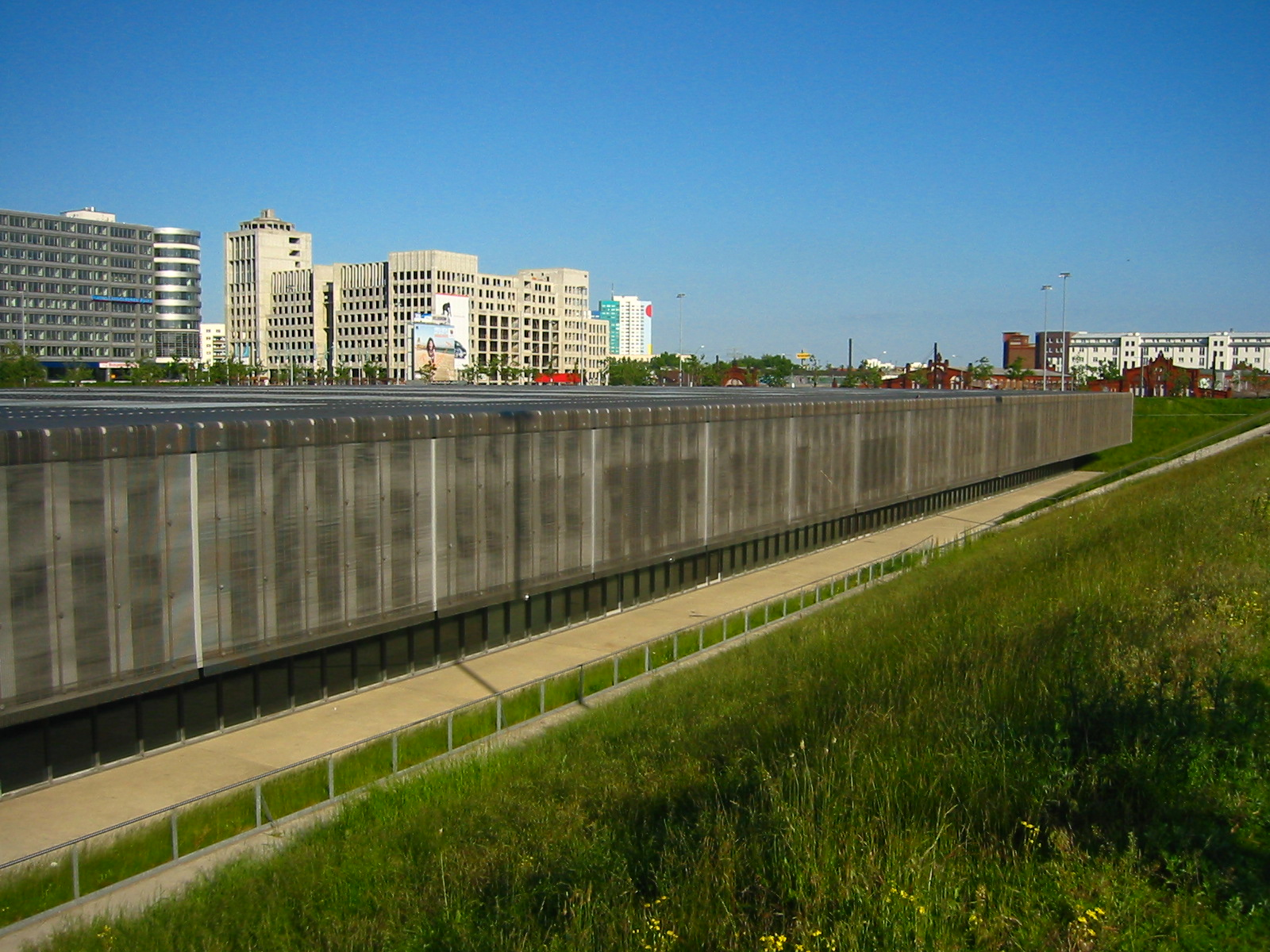
Außenansicht der Westseite

In den Bau der Schwimm- und Sprunghalle wurden Innovationen eingebracht, die international als beispielhaft gelten. Die Ausstattung umfasst unter anderem:
- ein Wettkampfbecken mit fahrbarer Wendebrücke (50 m × 25 m × 3 m)
- ein Einschwimmbecken (50 m × 25 m × 2,1 m) mit variabler Wassertiefe (0,3–2,1 m)
- ein Sprungbecken (21 m × 25 m × 5 m)
- einen Doppelsprungturm mit Einzelplattformen bei 3 m und 7,5 m und Doppelplattformen für Synchronspringen bei 5 m und 10 m, 3 × 3-m-Bretter, 4 × 1-m-Bretter, ein höhenverstellbares Brett (1–5 m)
- ein Lehrschwimmbecken (16 m × 6 m)
- ein Therapiebecken mit variabler Wassertiefe (9 m × 5 m)
- zwei Planschbecken / Kinder- und Kleinkinderbecken (5 m × 5 m)
- ein Aufwärmbecken / HotTub (1,50 m × 2 m × 1,34 m)

Als weitere Ausstattung sind eine Trockensprunganlage, ein Gymnastikraum, ein Kraftraum, ein Verkaufsraum für Sportartikel und ein Bistro vorhanden.

## Veranstaltungen
Seit ihrer Eröffnung im Jahr 1999 ist die Schwimm- und Sprunghalle Austragungsort zahlreicher nationaler und internationaler Schwimmsportwettbewerbe. So wird beispielsweise das International Swim Meeting (ISM) regelmäßig hier veranstaltet.
Bereits im Jahr 2000 wurde die Halle erstmals als Veranstaltungsort der Deutschen Schwimmmeisterschaften genutzt und seit 2004 werden diese dort regelmäßig ausgetragen. Die Deutschen Jahrgangsmeisterschaften im Schwimmen finden ebenfalls regelmäßig hier statt, so beispielsweise vom 11. bis 15. Juni 2025.
Vom 25. Juli bis 4. August 2002 war die Halle Schauplatz der Schwimmeuropameisterschaften. Am 26. November 2005 richtete Stefan Raab das TV total Turmspringen dort aus. Im Jahr 2007 fand das Weltliga-Finale der Männer im Wasserball in der SSE statt.
Vom 13. bis 24. August 2014 wurden die Wettbewerbe im Wasserspringen und Synchronschwimmen während der Schwimmeuropameisterschaften in der Halle ausgetragen. Nach einer mehrjährigen Pause gastierte im Sommer 2016 hier erneut der FINA-Schwimm-Weltcup.
Am 3. Juni 2022 wurde erstmals das RTL Turmspringen in der SSE ausgetragen. Bei den Summer World University Games 2025fanden hier vom 17. bis 23. Juli die Schwimm- und Wasserspringwettbewerbe statt.

## Schwimmweltrekorde

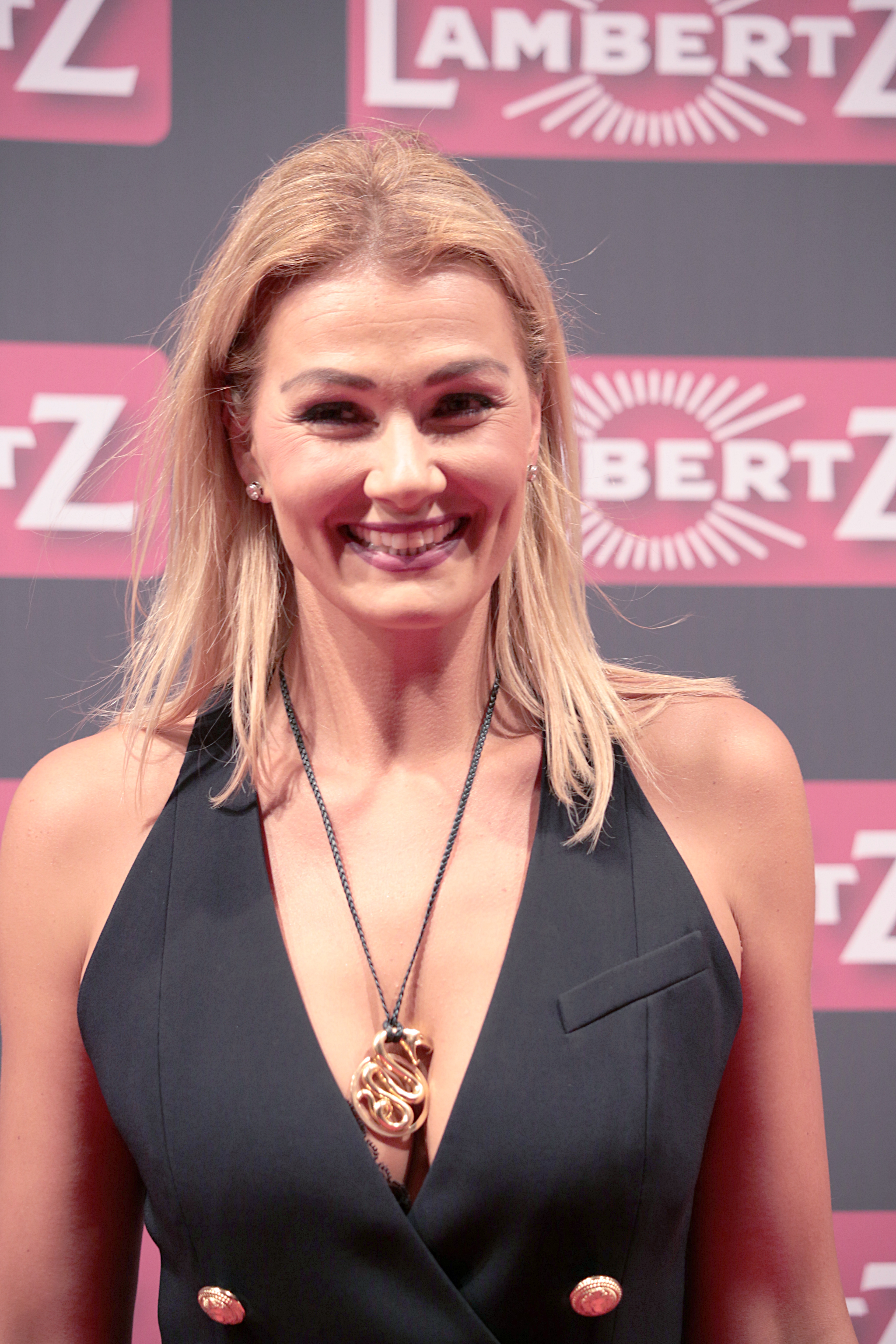
Franziska van Almsick, Weltrekordschwimmerin 2002

| Disziplin           | Sportler                                                          | Nation                 | Zeit     | Datum         | Bem.     |
| ------------------- | ----------------------------------------------------------------- | ---------------------- | -------- | ------------- | -------- |
| 100 m Rücken        | Lenny Krayzelburg                                                 | Vereinigte Staaten     | 00:51,28 | 5. Feb. 2000  | Kurzbahn |
| 200 m Rücken        | Lenny Krayzelburg                                                 | Vereinigte Staaten     | 01:52,43 | 6. Feb. 2000  | Kurzbahn |
| 200 m Freistil      | Ian Thorpe                                                        | Australien             | 01:41,10 | 6. Feb. 2000  | Kurzbahn |
| 50 m Rücken         | Sandra Völker                                                     | Deutschland            | 00:28,25 | 17. Juni 2000 |          |
| 200 m Rücken        | Gordan Kožulj                                                     | Kroatien               | 01:51,62 | 21. Jan. 2001 | Kurzbahn |
| 100 m Schmetterling | Martina Moravcová                                                 | Slowakei               | 00:56,55 | 26. Jan. 2002 | Kurzbahn |
| 50 m Brust          | Oleh Lissohor                                                     | Ukraine                | 00:26,20 | 26. Jan. 2002 | Kurzbahn |
| 200 m Brust         | Ed Moses                                                          | Vereinigte Staaten     | 02:03,17 | 26. Jan. 2002 | Kurzbahn |
| 50 m Schmetterling  | Geoff Huegill                                                     | Australien             | 00:22,74 | 26. Jan. 2002 | Kurzbahn |
| 50 m Brust          | Zoe Baker                                                         | Vereinigtes Königreich | 00:30,31 | 27. Jan. 2002 | Kurzbahn |
| 100 m Schmetterling | Thomas Rupprath                                                   | Deutschland            | 00:50,11 | 27. Jan. 2002 | Kurzbahn |
| 4 × 100 m Freistil  | Katrin Meißner Petra Dallmann Sandra Völker Franziska van Almsick | Deutschland            | 03:36,00 | 29. Juli 2002 |          |
| 50 m Schmetterling  | Anna-Karin Kammerling                                             | Schweden               | 00:25,57 | 30. Juli 2002 |          |
| 50 m Brust          | Oleh Lissohor                                                     | Ukraine                | 00:27,18 | 2. Aug. 2002  |          |
| 200 m Freistil      | Franziska van Almsick                                             | Deutschland            | 01:56,64 | 3. Aug. 2002  |          |
| 200 m Schmetterling | Otylia Jędrzejczak                                                | Polen                  | 02:05,78 | 4. Aug. 2002  |          |
| 100 m Lagen         | Thomas Rupprath                                                   | Deutschland            | 00:52,58 | 25. Jan. 2003 | Kurzbahn |
| 400 m Freistil      | Lindsay Benko                                                     | Vereinigte Staaten     | 03:59,53 | 26. Jan. 2003 |          |
| 200 m Brust         | Ed Moses                                                          | Vereinigte Staaten     | 02:02,92 | 17. Jan. 2004 | Kurzbahn |
| 200 m Schmetterling | Yang Yu                                                           | Volksrepublik China    | 02:04,04 | 18. Jan. 2004 | Kurzbahn |
| 100 m Lagen         | Ryk Neethling                                                     | Südafrika              | 00:51,11 | 22. Jan. 2005 | Kurzbahn |
| 100 m Freistil      | Roland Schoeman                                                   | Südafrika              | 00:46,25 | 22. Jan. 2005 | Kurzbahn |
| 50 m Rücken         | Janine Pietsch                                                    | Deutschland            | 00:28,19 | 25. Mai 2005  |          |
| 50 m Brust          | Oleh Lissohor                                                     | Ukraine                | 00:26,17 | 21. Jan. 2006 | Kurzbahn |
| 50 m Freistil       | Marleen Veldhuis                                                  | Niederlande            | 00:23,58 | 17. Nov. 2007 | Kurzbahn |
| 100 m Freistil      | Stefan Nystrand                                                   | Schweden               | 00:45,83 | 17. Nov. 2007 | Kurzbahn |
| 50 m Freistil       | Stefan Nystrand                                                   | Schweden               | 00:20,93 | 18. Nov. 2007 | Kurzbahn |
| 200 m Lagen         | Thiago Pereira                                                    | Brasilien              | 01:53,14 | 18. Nov. 2007 | Kurzbahn |
| 100 m Rücken        | Peter Marshall                                                    | Vereinigte Staaten     | 00:49,63 | 15. Nov. 2008 | Kurzbahn |
| 200 m Freistil      | Paul Biedermann                                                   | Deutschland            | 01:40,83 | 16. Nov. 2008 | Kurzbahn |
| 50 m Rücken         | Randall Bal                                                       | Vereinigte Staaten     | 00:22,87 | 16. Nov. 2008 | Kurzbahn |
| 50 m Schmetterling  | Marieke Guehrer                                                   | Australien             | 00:24,99 | 16. Nov. 2008 | Kurzbahn |
| 100 m Freistil      | Britta Steffen                                                    | Deutschland            | 00:52,85 | 25. Juni 2009 |          |
| 50 m Rücken         | Daniela Samulski                                                  | Deutschland            | 00:27,61 | 26. Juni 2009 |          |
| 100 m Freistil      | Britta Steffen                                                    | Deutschland            | 00:52,56 | 27. Juni 2009 |          |
| 50 m Brust          | Cameron van der Burgh                                             | Südafrika              | 00:25,25 | 14. Nov. 2009 | Kurzbahn |
| 100 m Brust         | Leisel Jones                                                      | Australien             | 01:03,00 | 14. Nov. 2009 | Kurzbahn |
| 400 m Freistil      | Paul Biedermann                                                   | Deutschland            | 03:32,77 | 14. Nov. 2009 | Kurzbahn |
| 200 m Rücken        | Shiho Sakai                                                       | Japan                  | 02:00,18 | 14. Nov. 2009 | Kurzbahn |
| 100 m Lagen         | Sergei Fessikow                                                   | Russland               | 00:50,95 | 14. Nov. 2009 | Kurzbahn |
| 50 m Schmetterling  | Steffen Deibler                                                   | Deutschland            | 00:21,80 | 14. Nov. 2009 | Kurzbahn |
| 200 m Freistil      | Paul Biedermann                                                   | Deutschland            | 01:39,37 | 15. Nov. 2009 | Kurzbahn |
| 50 m Brust          | Jessica Hardy                                                     | Vereinigte Staaten     | 00:28,80 | 15. Nov. 2009 | Kurzbahn |
| 100 m Brust         | Cameron van der Burgh                                             | Südafrika              | 00:55,61 | 15. Nov. 2009 | Kurzbahn |
| 100 m Schmetterling | Jewgeni Korotischkin                                              | Russland               | 00:48,48 | 15. Nov. 2009 | Kurzbahn |
| 100 m Rücken        | Shiho Sakai                                                       | Japan                  | 00:55,23 | 15. Nov. 2009 | Kurzbahn |
| 200 m Freistil      | Liu Zige                                                          | Volksrepublik China    | 02:00,78 | 15. Nov. 2009 | Kurzbahn |
| 200 m Lagen         | Darian Townsend                                                   | Südafrika              | 01:51,55 | 15. Nov. 2009 | Kurzbahn |
| 200 m Brust         | Leisel Jones                                                      | Australien             | 02:15,42 | 15. Nov. 2009 | Kurzbahn |
| 100 m Lagen         | Hinkelien Schreuder                                               | Niederlande            | 00:57,74 | 15. Nov. 2009 | Kurzbahn |
| 200 m Rücken        | Arkadi Wjattschanin                                               | Russland               | 01:46,11 | 15. Nov. 2009 | Kurzbahn |